# Nils Hallerby
Nils  Erik Hallerby, född 6 januari 1921 i Norrtälje, död 10 april 2018 i Stockholm, fil kand, var en svensk politiker (folkpartist). Hallerby var före detta landstingsråd i Stockholms läns landsting och borgarråd i Stockholms kommun.
Nils Hallerby tog realexamen vid Samrealskolan i Norrtälje 1938 och studentexamen vid Högre allmänna Läroverket i Uppsala 1941. Efter sommartjänstgöringar på Vestmanlands Läns Tidning (1944-1945) och vikariat på Sundsvalls Tidning (1946) anställdes han som politisk medarbetare på Expressen den 16 juni 1946. Han blev politisk redaktör 1960 och andre redaktör 1963. Den 16 oktober 1966 valdes han till borgarråd för Stadsbyggnads- och Storstockholmsroteln, den 15 oktober 1970 för Kultur- och Skolroteln. Den 1 januari 1974 gick han över till Stockholms läns landsting och blev landstingsråd för Sociala roteln och den 1 januari 1980 för Finansroteln. Han avgick med visstidspension den 31 december 1982. Hallerby satt i stadsfullmäktige i Stockholm 1950–1962 och kommunfullmäktige 1970-1975 samt var landstingsledamot 1971–1982.
Han gifte sig 6 juni 1953 på Stallmästaregården, Solna, med Renate Rosenbaum, legitimerad sjukgymnast, född den 27 november 1929 i Wien, Österrike. Tillsammans fick de fyra barn: Lena, Björn, Erik samt Maud Hallerby.